# Siphonobius gephyreicola
Siphonobius gephyreicola is een eenoogkreeftjessoort. De wetenschappelijke naam van de soort is voor het eerst geldig gepubliceerd in 1903 door Augener.